# 血淤
血淤 (亦作「血瘀」) 是指中医辨证中的一种证型。血淤即血液运行不畅，有瘀血。血淤证可见于很多种疾病。
一般而论， 凡离开经脉之血不能及时消散和瘀滞於某一处，或血流不畅，运行受阻，郁积於经脉或器官之内呈凝滞状态，都叫血瘀。常见原因：
- 气滞→血行不畅→瘀血（气滞血淤）；
- 气虚→运血无力→瘀血（气虚血淤）；
- 血寒→寒主凝滞；
- 血热→血受煎熬；
- 湿痰阻遏→脉络不通→血瘀；
- 跌仆外伤，手术史。

血淤特征（不必具全）：
- 疼痛:有五个特点：

- 痛如针刺或刀割；
- 疼痛部位固定不移；
- 夜间疼痛明显；
- 压痛拒按；
- 痛久。

- 肿块：瘀血在体表则形成青紫色;瘀血在腹腔内部可触及坚硬有形的块状物。
- 反复出血，瘀血引起的出血是出出停停，反复不已。
- 紫绀：唇舌爪甲紫暗；也可见面色黎黑皮肤粗糙如鳞甲。
- 脉涩。

治疗原则是活血化淤，有红花、三七之类。

## 外部連結
- 血瘀 中藥方劑圖像數據庫 (香港浸會大學中醫藥學院) （中文）（英文）
- 瘀血 中藥方劑圖像數據庫 (香港浸會大學中醫藥學院) （中文）（英文）
- 血熱 中藥方劑圖像數據庫 (香港浸會大學中醫藥學院) （中文）（英文）
- 氣滯血瘀 中藥方劑圖像數據庫 (香港浸會大學中醫藥學院) （中文）（英文）
- 氣虛血瘀 中藥方劑圖像數據庫 (香港浸會大學中醫藥學院) （中文）（英文）
- 濕痰 （页面存档备份，存于） 中藥方劑圖像數據庫 (香港浸會大學中醫藥學院) （中文）（英文）